# کو ماتسوبارا
کو ماتسوبارا (انگلیسی: Ko Matsubara؛ زادهٔ ۳۰ اوت ۱۹۹۶) بازیکن فوتبال اهل ژاپن است.
از باشگاه‌هایی که در آن بازی کرده‌است می‌توان به باشگاه فوتبال شیمیزو اس-پالس اشاره کرد.